# Théodore Steeg

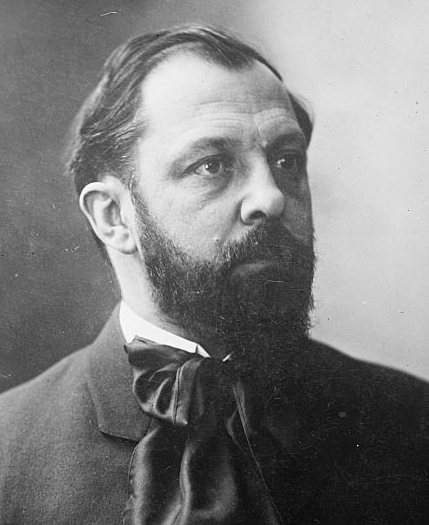
Théodore Steeg.

Jules Joseph Théodore Steeg, född den 19 december 1868 i Libourne (departementet Gironde), död den 19 december 1950 i Paris, var en fransk politiker, son till Jules Steeg.
Steeg blev advokat i Paris och var en tid docent i juridik där samt flitig politisk medarbetare i tidningen "Aurore". Han valdes 1906 till deputerad, slöt sig till den socialradikala gruppen (fraction radicale-socialiste) och var undervisningsminister i ministärerna Monis (mars-juni 1911) och Caillaux (juni 1911-januari 1912). Då ministären Caillaux föll på Marockoförhandlingarna, övergick Steeg den 14 januari 1912 som inrikesminister till kabinettet Poincaré. Han blev efter Poincarés val till president undervisningsminister i Briands ministär (januari 1913) och avgick med denna i mars samma år. Han efterträdde den 1 september 1917 Malvy som inrikesminister i ministären Ribot och bibehöll denna post även i Painlevés kabinett (från den 13 september samma år). Steeg kvarstod som inrikesminister även i Clemenceaus ministär och avgick med denna januari 1920. Han blev därefter generalguvernör i Algeriet, var april-oktober 1925 justitieminister i Painlevés ministär och utnämndes kort därpå till fransk generalresident i Marocko efter marskalk Lyautey. Steeg var jämväl ledamot av senaten och tillhörde där demokratiska vänstern. Steeg innehade ytterligare några gånger ministerposter under tiden fram till andra världskriget. Han var själv konseljpresident från den 13 december 1930 till den 22 januari 1931.

## Fotnoter
1. 1 2  senat.fr, senat.fr-ID: senateur-3eme-republique/steeg_theodore1554r3.[källa från Wikidata]
2. 1 2  Frankrikes nationalförsamling (red.), Sycomore, Sycomore-ID: 6904, läs online, läst: 9 oktober 2017.[källa från Wikidata]
3. ↑  Roglo, person-ID på Roglo: p=theodore;n=steeg.[källa från Wikidata]
4. ↑  senat.fr, senat.fr-ID: senateur-3eme-republique/steeg_theodore1554r3, läst: 23 april 2022.[källa från Wikidata]